# Berufsverbrecher
Berufsverbrecher ist ein Rechtsbegriff aus der Weimarer Republik für Wiederholungstäter. In der Zeit des Nationalsozialismus führte er zum Gewohnheitsverbrechergesetz von 1933, das eine unbefristete Sicherungsverwahrung vorsah.

## Geschichte bis zum Ende des Nationalsozialismus

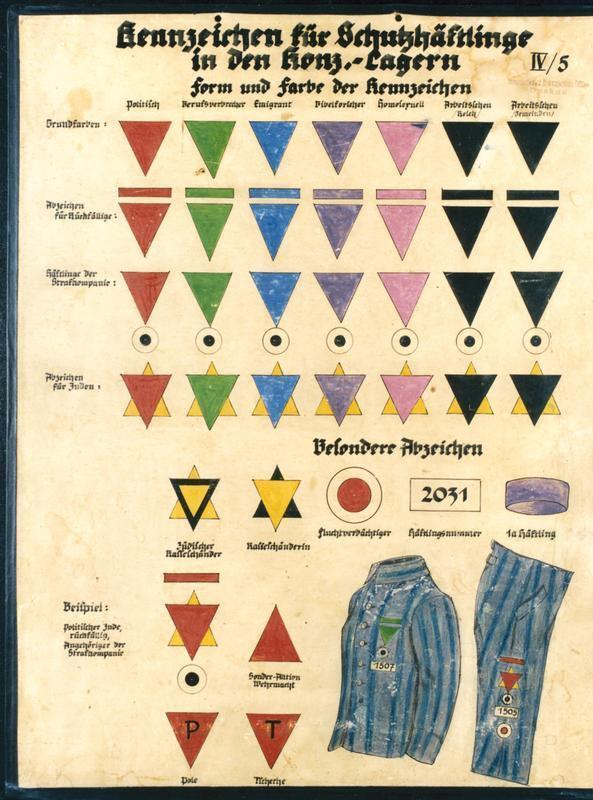
Kennzeichen von KZ-Häftlingen

Den Begriff führten Kriminalisten in den 1920er Jahren für Wiederholungstäter ein. Dem Begriff lag die These zugrunde, dass Wiederholungstäter das Verbrechen als Beruf ausübten. Nach Robert Heindl, einem wichtigen Vertreter dieses Konzeptes, kennzeichne den Berufsverbrecher ein „professionelles und perseverantes Vorgehen“ und die Begehung von Verbrechen aus „reiner Gewinnsucht“. Er spitzte die im 19. Jahrhundert entstandene Typisierung des „Berufsverbrechers“, der immer nach dem gleichen Muster vorgehe und von seinem Tun lebe, zu und versah sie auch mit einer eugenischen Komponente. In seiner Schrift „Der Berufsverbrecher“ führte er aus:

„Jeder einzelne, in Freiheit gelassen, bildet den Ausgangspunkt einer schauerlichen geometrischen Progression. Er lernt andere an, die dann wieder Schüler haben werden. Vor allem aber wird der Berufsmäßige durch seine wiederholten Freiheitsperioden in die Lage gesetzt, Nachkommen zu erzeugen, die Rasse zu verschlechtern und so mittelbar die Kriminalität zu erhöhen.“

Während der Zeit des Nationalsozialismus wurde diese Theorie übernommen und führte zu zwei Regelungen:
Am 24. November 1933 erging das Gewohnheitsverbrechergesetz (RGBl. I 995). Darin wurde eine zeitlich unbefristete Sicherungsverwahrung eingeführt, die durch ein Gericht ausgesprochen und in regulären Strafanstalten vollzogen werden konnte.
Zur Kriminalprävention diente ein „Vorbeugungshafterlass“ vom 13. November 1933. Definiert war darin als Berufsverbrecher, wer innerhalb von fünf Jahren mindestens drei Mal wegen eines aus Gewinnsucht begangenen Delikts jeweils zu mindestens sechsmonatiger Freiheitsstrafe verurteilt worden war.
Bis Februar 1934 waren 525 Vorbeugehäftlinge im KZ Lichtenburg eingesperrt, später wurden „Berufsverbrecher“ dann ins KZ Esterwegen und ins KZ Sachsenhausen eingewiesen. Heinrich Himmler ordnete im Februar 1937 an, zweitausend nicht in festen Arbeitsverhältnissen beschäftigte „Berufs- und Gewohnheitsverbrecher“ festzunehmen. Diese Aktion wurde im März 1937 durchgeführt.
Reichsweit geregelt wurden die „polizeiliche Vorbeugungshaft“ und die „polizeiliche planmäßige Überwachung“ mit dem Grunderlass zur  „Vorbeugenden Verbrechensbekämpfung“ vom 14. Dezember 1937. In Vorbeugungshaft genommen wurden „Berufsverbrecher“, die „wegen aus Gewinnsucht begangener Straftaten“ mindestens dreimal zu einer Haftstrafe von sechs Monaten verurteilt worden waren. Von dem Erlass betroffen waren zudem „Gewohnheitsverbrecher“ und „Asoziale“, die durch ihr Verhalten angeblich die Allgemeinheit gefährdeten.
Die Gesamtzahl aller in Konzentrationslager eingewiesenen „Berufsverbrecher“, die im Lager mit einem „grünen Winkel“ gekennzeichnet waren und später fälschlich als „befristete Vorbeugungshäftlinge“ bezeichnet wurden, ist nicht ausreichend erforscht. Insbesondere von Seiten der KZ-Gedenkstätten gibt es erst in jüngster Zeit Forschung. Die Gesamtzahl aller als „Asoziale“ oder „Berufsverbrecher“ eingestuften Häftlinge in Konzentrationslagern wird von Frank Nonnenmacher auf 60.000 bis 80.000 geschätzt.
Für das KZ Dachau wurden 6405 „Berufsverbrecher“ nachgewiesen, im KZ Mauthausen waren 4234 „Berufsverbrecher“ und 11.098 „Sicherungsverwahrte“ inhaftiert. Im KZ Sachsenhausen konnten insgesamt 9181 „Berufsverbrecher“, „Sicherungsverwahrte“ und „Vorbeugehäftlinge“ ermittelt werden.

## Nach der NS-Verfolgung
„Berufsverbrecher“ wurden als NS-Verfolgte von den Behörden und von anderen NS-Verfolgten nicht anerkannt. In Hamburg wurden die Überlebenden der KZs in drei Kategorien eingeteilt: Kategorie „I A“ waren „politische Überzeugungstäter“, „I B“ waren nicht-kriminelle Verfolgte, unter Kategorie „I C“ wurden „Kriminelle“ und „Asoziale“ subsumiert, diese erhielten unmittelbar nach der Befreiung lediglich Sachleistungen, die ihnen nachträglich teilweise entzogen wurden, und wurden von jeder Entschädigung ausgeschlossen, ferner mussten sie sich bei den Arbeitsämtern melden. Die Beratungsstellen und Verbände, in denen sich viele ehemalige KZ-Häftlinge engagierten, waren oft der Meinung, „Kriminelle“ und „Asoziale“ schädigten das Ansehen aller Überlebenden, dies galt in Ost- wie Westdeutschland. Im westdeutschen Entschädigungsgesetz wurden „Asoziale“ und „Berufsverbrecher“ nicht als Verfolgte mit Anspruch auf Entschädigung anerkannt. In der DDR dominierten sowohl in der Forschung als auch in der praktischen pädagogischen Arbeit der Gedenkstätte Sachsenhausen die Erinnerung von Personen, die das Lager als Mitglieder von politischen Widerstandsgruppen überlebt hatten. Daraus ergaben sich spezifische Sichtweisen, die in verengte bzw. einseitige Erzählungen mündeten, Erlebnisse von Haftgruppen wie den „Berufsverbrechern“, „Asozialen“ oder Homosexuellen wurden außer Acht gelassen, ihre Dokumentation versäumt. In einem Text des politischen Häftlings Fritz Selbmann wird ein inhaftierter Krimineller zitiert:

„Sieben Jahre hast du gemacht. Ist ja schon ganz schön. Was hast du denn gemacht? Achso, politisch! Ihr Politischen seid doch richtige Idioten. Was habt ihr denn davon? Mensch, für sieben Jahre Zuchthaus hättest du ein anständiges Ding drehen können. Dann wärst du jetzt aus dem Schneider raus. Und was hast du jetzt? Gar nichts, jetzt gehst du auch noch ins KZ.“

Weiter beschreibt Selbmann seinen Gesprächspartner als Einbrecher und Zuhälter, der sich nur um sich selbst kümmere und keine gemeinschaftlichen Ideale pflege.
Im Mai 1946 gaben die beiden ehemaligen KZ-Häftlinge Georg Tauber und der als „Berufsverbrecher“ inhaftierte Karl Jochheim-Armin eine Zeitschrift mit dem Titel Wahrheit und Recht! „Schwarz-Grün“. Internes Informationsblatt der Konzentrationäre Deutschlands der Schwarzen und Grünen heraus, von der insgesamt drei Ausgaben bekannt sind. Ihr Ziel war die moralische Anerkennung des Leidens von „Asozialen“ und „Berufsverbrechern“ sowie der Kampf um materielle Entschädigung dieser beiden KZ-Häftlingskategorien. In späteren Ausgaben der Zeitschrift wurde die Zulassung von „Grünen“ und „Schwarzen“ zur Verwaltung der Betreuungsstellen verlangt, der Titel der dritten Ausgabe lautet: Halbmonatsschrift für Wahrheit und Recht aller ehem. Konzentrationäre und Naziopfer. In der Zeitschrift wurde auch heftige Kritik am Verhalten der ehemaligen politischen Häftlinge und der negativen Darstellung „schwarzer“ und „grüner“ Häftlinge in deren Publikationen geübt, obwohl man sich über die Problematik öffentlicher Konflikte unter den Häftlingsgruppen bewusst war.
Die als „Asoziale“ oder „Berufsverbrecher“ Verfolgten konnten nur Leistungen im Rahmen des Allgemeinen Kriegsfolgengesetzes (AKG-Härterichtlinien) beantragen. Auszahlungen erfolgten bis zum Jahre 2019 an 288 als „Asoziale“ sowie 46 als „Kriminelle-Berufsverbrecher“ Verfolgte. Eine gesellschaftliche Anerkennung, die das Schicksal der Verfolgten über einen finanziellen Betrag hinaus würdigt, hatte nicht stattgefunden.
2019 forderten die Bundestagsfraktionen der CDU/CSU und der SPD die Regierung auf, eine modulare Ausstellung in Auftrag zu geben, die historische Information und
gedenkendes Erinnern zum Schicksal der als „Asoziale“ oder „Berufsverbrecher“ Verfolgten verbinden und diese an verschiedenen Orten im Bundesgebiet zeigen solle.
Am 13. Februar 2020 beschloss der Bundestag mit den Stimmen aller Fraktionen außer der AfD die Anerkennung der von den Nationalsozialisten als ,Asoziale‘ und ,Berufsverbrecher‘ Verfolgten.

„Niemand wurde zu Recht in einem Konzentrationslager inhaftiert, gequält oder ermordet. Alle Konzentrationslagerhäftlinge waren am Ende Opfer des nationalsozialistischen Unrechtssystems – auch Menschen mit dem „schwarzen“ und „grünen“ Winkel. Der Deutsche Bundestag will deshalb die Opfergruppen, die von den Nationalsozialisten „Asoziale“ und „Berufsverbrecher“ genannt wurden, zukünftig stärker in das öffentliche Bewusstsein rücken und ihnen einen angemessenen Platz im staatlichen Erinnern verschaffen.“